# 플로리다 뉴 칼리지
플로리다 뉴 칼리지(New College of Florida)는 미국 플로리다주 새러소타에 위치한 리버럴 아츠 칼리지이다. 원래 사립 대학으로 설립되었으나 현재는 플로리다주 대학 시스템의 우등 대학이다.

## 참조
1. ↑  “Fast Facts”. New College of Florida. 2011년 1월 8일에 원본 문서에서 보존된 문서. 2011년 1월 20일에 확인함.
2. ↑  “New College of Florida”. State University System of Florida. 2008년 2월 4일에 원본 문서에서 보존된 문서. 2001년 1월 20일에 확인함.